# 埃爾科佩 (拉平塔達區)
埃爾科佩（西班牙語：El Copé），是巴拿馬的城鎮，位於該國中部，由科克萊省的拉平塔達區負責管轄，面積76.7平方公里，海拔高度645米，2010年人口1,425，人口密度每平方公里18.6人。